# Goulau
Goulau (Gou-lau) ist eine osttimoresische Aldeia im Suco Leolima (Verwaltungsamt Hato-Udo, Gemeinde Ainaro). 2015 lebten in der Aldeia 134 Menschen.

## Geographie und Einrichtungen
Die Aldeia Goulau bildet den Norden von Leolima. Südlich befindet sich die Aldeia Suro-Craic. Im Südosten grenzt Goulau an den Suco Foho-Ai-Lico, im Westen an den Suco Suro-Craic, im Norden an den Suco Mauchiga und im Nordosten an die Sucos Rotuto und Grotu (Verwaltungsamt Same, Gemeinde Manufahi). Die Westgrenze bildet der Fluss Belulik. Der Grenze zu Manufahi folgt zum größten Teil der Fluss Aiasa.
An der Südgrenze von Goulau liegt das Dorf Mausoe. Hier erreicht die Straße aus dem Siedlungszentrum Hato-Udo Goulau und führt entlang des Beluliks nach Norden zum Dorf Raibere. Von hier aus führt eine Brücke über den Belulik nach Suro-Craic und eine weitere Straße quer durch die Aldeia bis an die Nordgrenze zum Dorf Goulau, wo das Land über 1000 m ansteigt.
Im Ort Goulau befindet sich eine Grundschule und eine Kapelle.

## Politik
2023 wurde Mateus Soares zum Chefe de Aldeia gewählt.